# Brattåsmorden
Brattåsmorden är ett dubbelmord som inträffade den 31 maj 2005 när ett par i 70-årsåldern, Tor Öberg och Gerd Wiklund, blev mördade på sin gård i Brattås utanför Härnösand. De hittades döda av Öbergs dotter den 2 juni samma år. Morden var ännu 2021 ouppklarade och är ett av få ouppklarade dubbelmord i Sverige enligt Leif GW Perssons utsago i TV-programmet Efterlyst. Paret hade  dödats av slag med en yxa som inte har hittats. Paret hade veckan innan morden återvänt från en resa till Sankt Petersburg. Det misstänktes att Tor Öberg blev mördad först och att Gerd Wiklund gått ut för att se vad som hände för att en kort stund senare också falla offer för mördaren, som misstänktes vara bekant med paret. Den 2 november 2010 togs fallet upp i SVT:s program Veckans brott. Fyra år senare togs fallet ännu en gång upp av Veckans brott där Leif GW Persson gjorde en rekonstruktion av vad han tror hände vid morden.